# Мохаммед ульд Абдель Азіз
Генерал Мохаммед ульд Абдель Азіз (араб. محمد ولد عبد العزيز, фр. Mohamed Ould Abdel Aziz; нар. 20 грудня 1956, Акжужт) — мавританський військовий і політичний діяч, президент Мавританії 5 серпня 2009 — 1 серпня 2019 року. Голова Африканського союзу з 30 січня 2014 до 30 січня 2015

## Біографія
Служив в армії з 1977 року. У 2005 році був одним з організаторів очолюваного Елі ульд Мохаммедом Валле військового перевороту проти багаторічного президента країни Маауйі ульд Сіді Ахмеда Тайі. 30 серпня 2007 призначений обраним президентом країни Сіді Мохаммедом ульд Шейхом Абдуллахі командувачем президентською гвардією. Спроба змістити Мохаммеда ульд Абдель Азіза з цього поста призвела до того, що 6 серпня 2008 року він організував успішний військовий переворот і очолив Державну раду з 11 членів. 14 серпня 2008 він призначив прем'єр-міністром свого уряду Мулайе ульд Мухаммеда Лагдафа. У 2009 році обраний президентом Мавританії.
21 березня 2010 Мохаммед ульд Абдель Азіз розірвав дипвідносини з Ізраїлем. До цього Мавританія була однією з 3 арабських країн, що мали дипвідносини з Ізраїлем.
14 жовтня 2012 Абдель Азіз був поранений в руку в столиці Нуакшоті. Постріл був зроблений військовим патрулем, який не впізнав кортеж президента.